# Javorníky
Javorníky (njemački: Javorník-Gebirge) su planinski lanac koji se prostire istočnoj Češkoj i zapadnoj Slovačkoj.
Najviši vrh je Velký Javornik s 1071 metrom visine i nalazi se u Slovačkoj, najviši vrh u Češkoj je Malý Javornik s 1019 metara nadmorske visine. Ostali istaknutim vrhovima su u sjevernom dijelu planine Lemešná (950 m nm), a južnom dijelu Makyta (923 m nm).
Susjedni planinski lanci su Bijeli Karpati i Vizovická vrchovina.
Površina planine je 229 km², a prosječna visina 631,6 metara.

## Priroda
Na planini dominiraju jela, ispod obronaka su djelomično sačuvane izvorne bukove šume. U šumama obitavaju velike zvijeri, uključujući risa, vuka i medvjeda, koji se seli iz Slovačke u Češku. U obje države postoji nekoliko zaštićenih rezervata prirode.

## Rijeke
Rijeke koje izviru ili teku kraj Javorníky:
- Vsetínská Bečva
- Váh
- Ostravice

## Vanjske poveznice
- karpaty.net Stranica o Karpatima[neaktivna poveznica] (cz.)

### Ostali projekti
|  | Zajednički poslužitelj ima još gradiva o temi Javorníky |